# LacA
 (décembre 2017).
Si vous disposez d'ouvrages ou d'articles de référence ou si vous connaissez des sites web de qualité traitant du thème abordé ici, merci de compléter l'article en donnant les références utiles à sa vérifiabilité et en les liant à la section « Notes et références ».
 (janvier 2020).
Sa qualité peut être largement améliorée en utilisant un vocabulaire plus directement compréhensible.
Le gène lacA est l'un des trois gènes présents dans l'opéron lactose, qu'on retrouve dans de nombreuses bactéries comme Escherichia coli. Il s'agit d'une transacétylase. Son rôle n’est pas bien connu. Elle acétyle les β-galactosides non métabolisables[pas clair] qui peuvent alors être éliminés hors de la cellule par diffusion à travers la membrane plasmique[réf. nécessaire].